# Minggangia changgouensis
Minggangia changgouensis — вид викопних птахів, що мешкав у еоцені на території сучасного Китаю. Щодо класифікації, то серед дослідників немає одностайної думки. Його відносять або до ібісових (Threskiornithidae), або до пастушкових (Rallidae).
Викопні рештки знайдені у пластах формації Lizhuang у провінції Хенань (Китай).